# Коларово (Словакия)
Коларово (словац. Kolárovo, до 1948 словац. Guta, нем. Guta, венг. Gúta), город в юго-западной Словакии на слиянии Вага с Малым Дунаем. Население — около 11 тыс. человек, большинство которых — венгры.

## История
Предшественник города был впервые упомянут в 1268 году как Мала Гута, хотя существовал ранее. В пустые деревни, сожжённые монголо-татарами, венгерский король заселил языгов c Тисы. И сейчас у местного населения наблюдаются остатки старых языгских обычаев. В 1311 на город напал со своей дружиной оруженосец Матуша Чака Хеллус. В 1349 году около города была построена крепость Бекевар. В XIV веке было основано поселение Велька Гута, но после поражения Венгрии в Мохачской битве 1526 года население переселилось на более безопасное перед турецкими набегами место — на правый берег Малого Дуная, где сейчас лежит современное Коларово. В 1551 году Гута упоминается уже как город. В 1573 году город и окрестности сжёг эстергомский бек. В 1584—1594 годах крепость перестраивают итальянские инженеры-фортификаторы. В 1669 году город отразил очередное нападение турок, которым удалось сжечь восточную часть города. В революционном 1848 году город сожгла отступающая австрийская армия. В 1948 году город Гута был переименован в Коларово в честь Яна Коллара.

## Население
| Год:                | 1994   | 2004    | 2014    | 2024    |
| ------------------- | ------ | ------- | ------- | ------- |
| Количество человек: | 11 028 | 10 756  | 10 632  | 10 404  |
| Разница:            |        | −2,46 % | −1,15 % | −2,14 % |

## Достопримечательности
- Костёл св. Марии